# Sima László
Sima László (Szentes, 1884. augusztus 26. – Szentes, 1952. május 14.) újságíró, lapszerkesztő, történetíró, szülővárosa jeles monográfusa. Két ízben is életre keltette az édesapja, Sima Ferenc által alapított Szentesi Lap című újságot, a korabeli ellenzék legjelentősebb helyi lapját. Fő műve az 1914-ben megjelent Szentes város története alapvető várostörténeti forrásmunka.

## Élete
Édesapja Sima Ferenc református néptanító, lapkiadó-szerkesztő, országgyűlési képviselő, a helyi 48-as függetlenségi ellenzék vezére, édesanyja Donát Julianna, Donát István földbirtokos lánya. Tizenkét testvére közül csak Juliska húga és ő érték meg a felnőttkort.
Elemi iskoláit szülővárosában, középiskolai tanulmányait Szentesen, Kaposváron és Nagykőrösön végezte. Apja példája nyomán már 14 éves korában megjelentek első cikkei, riportjai a Csongrádmegyei Ellenzékben. 1901-től az Alföldi Ellenzék című helyi lap munkatársa lett.
1903-ban Budapestre költözött, ahol a polgári ellenzéki lapjainál – Magyarország, Egyetértés, Független Magyarország – szerzett újságírói tapasztalatokat.
1906-ban hazatelepült Szentesre, és felelős szerkesztőként újraindította az édesapja által 1872-ben alapított Szentesi Lapot, amelynek kiadása 1899-ben, az ő Amerikába történt kivándorlását megelőzően szűnt meg.
Az újságszerkesztés mellett gyámpénztári könyvelőként, majd városi főszámvevőként dolgozott, illetve regényeket, elbeszéléseket írt, előadásokat tartott, és folyamatosan gyűjtötte a Szentes történetével kapcsolatos forrásokat. 1909-ben írta meg, és közölte folytatásokban a Csongrád vármegye és Szeged című tanulmányát. Ebben a megyeszékhely Szegedre történő telepítése ellen sorakoztat fel érveket, válaszként Czímer Károly: A megyegyűlések vándorlása Csongrád vármegyében című vitairatára (Szeged, 1909).
Ezt követően írta meg fő művét, a Szentes város története című monográfia első kötetét, amely 1914-ben került kinyomtatásra. Ez a kezdetektől 1837-ig, az örökváltsági pótszerződés megkötéséig követi végig a város múltját.
A helytörténeti alapmű folytatása kéziratban maradt, a Szentesi Levéltár őrzi.
Politikai téren is apja nyomdokában járt mint a helyi függetlenségi ellenzék vezéregyénisége. Több cikluson át volt a II. (Kiséri) 48-as Népkör elnöke, 1914 és 1917 között városi képviselő volt. 1916-ban behívták katonának, 1917 őszén került haza.
1918-ban az őszirózsás forradalom során a helyi szociáldemokrata mozgalom egyik legjelentősebb alakja, a Magyarországi Közalkalmazottak Szövetsége szentesi csoportjának elnöke, a Szentesi Nemzeti Tanács ideiglenes végrehajtó bizottsága, majd a Néptanács tagja. A magyarországi Tanácsköztársaság alatt, 1919 márciusától a helyi direktórium elnöke, a városi pénzügyek intézője volt, őt delegálták a járási-, majd a megyei tanácsba.
1919 júliusában az országos sajtódirektórium Kaposvárra rendelte, ahol a Somogyi Munkás című lap szerkesztését végezte. A kommün megdöntését követően elbujdosott, de az év decemberében elfogták. A szegedi Csillag börtönből 1921. augusztus végén amnesztiával szabadult ki.
Ezután saját lapot nem adhatott ki, megélhetését újságírással biztosította. Tíz éven át többnyire név nélküli háttérmunkásként dolgozott az Alföldi Újságnál. A cikkek mellett regényeket, novellákat, verseket és gyermekmeséket is írt. 1931-ben az újonnan induló Szentesi Hírlap munkatársa lett, ahol Barázda és Skorpió álnéven jelentek meg az írásai. Felkészültsége és nagy munkabírása itt is kulcsemberré tette, de 1938-ban politikai okok miatt távoznia kellett lapjától.
Az újságírás kényszerű szünetében tovább folytatta irodalmi munkásságát. 1938-ig 46 regényt írt, melyek témáit elsősorban a szabadságharc idejéből és a betyárvilágból merítette. Ezek mellett kéziratban maradt két meséskönyve és egy verseskötete is. Irodalmi működéséért 1937-ben a Magyar Nemzeti Irodalmi Társaság rendes tagjai sorába választották. Székfoglaló előadását 1939-ben tartotta meg Az ezeresztendős Szentes címen.
1945 januárjában ismét újraindította a Szentesi Lapot, amely a következő évtől a Szociáldemokrata Párt újságjaként jelent meg. A lapszerkesztés mellett a város alkalmazásában állt, főszámvevő, majd gazdasági és pénzügyi tanácsnok lett, és helyettes polgármesterré választották.
1947 szeptemberében idős kora és betegsége miatt nyugalomba vonult, és a lapjának kiadását is megszüntette. 1952. május 14-én hunyt el, sírja nagyhegyi szőlőskertjének közelében a hékédi református temetőben van. Emlékét értékes történeti munkái és a helyi újságok régi évfolyamai őrzik.

## Főbb munkái
- Szerkesztő: Sima László: Szentesi Lap. e-Könyvtár Szentes, 1906-1919, 1945-1947
- Csongrád vármegye és Szeged (Szentes, 1909). Választanulmány Czímer Károly: A megyegyűlések vándorlása Csongrád vármegyében c. vitairata (Szeged, 1909)
- Szentes város története I. kötet. e-Könyvtár Szentes, 1914
- Szentes város története II. kötet (Gilicze László gépírásos másolata). e-Könyvtár Szentes, 1913

## Képgaléria

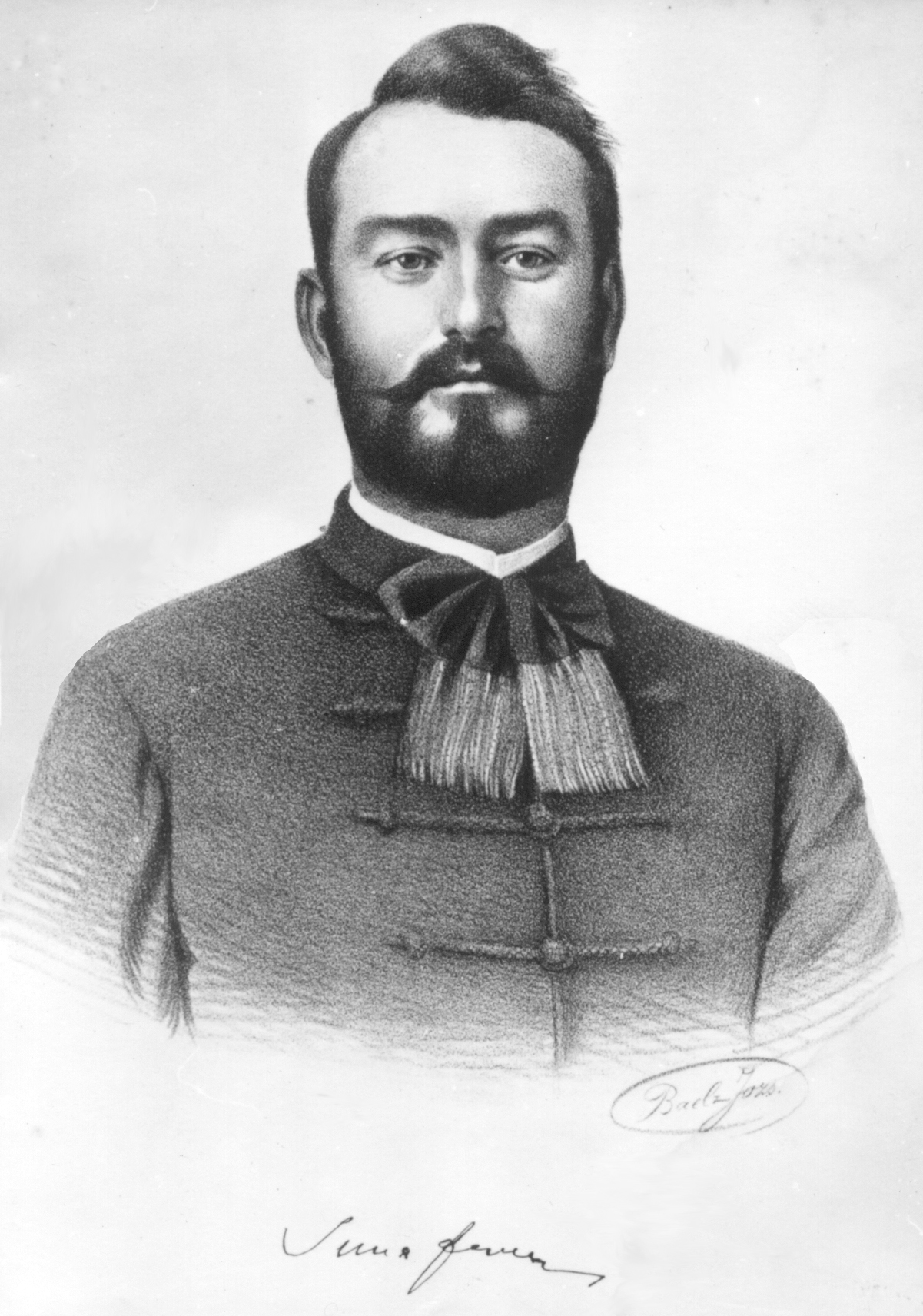
Sima Ferenc (1853-1904) lapszerkesztő, országgyűlési képviselő
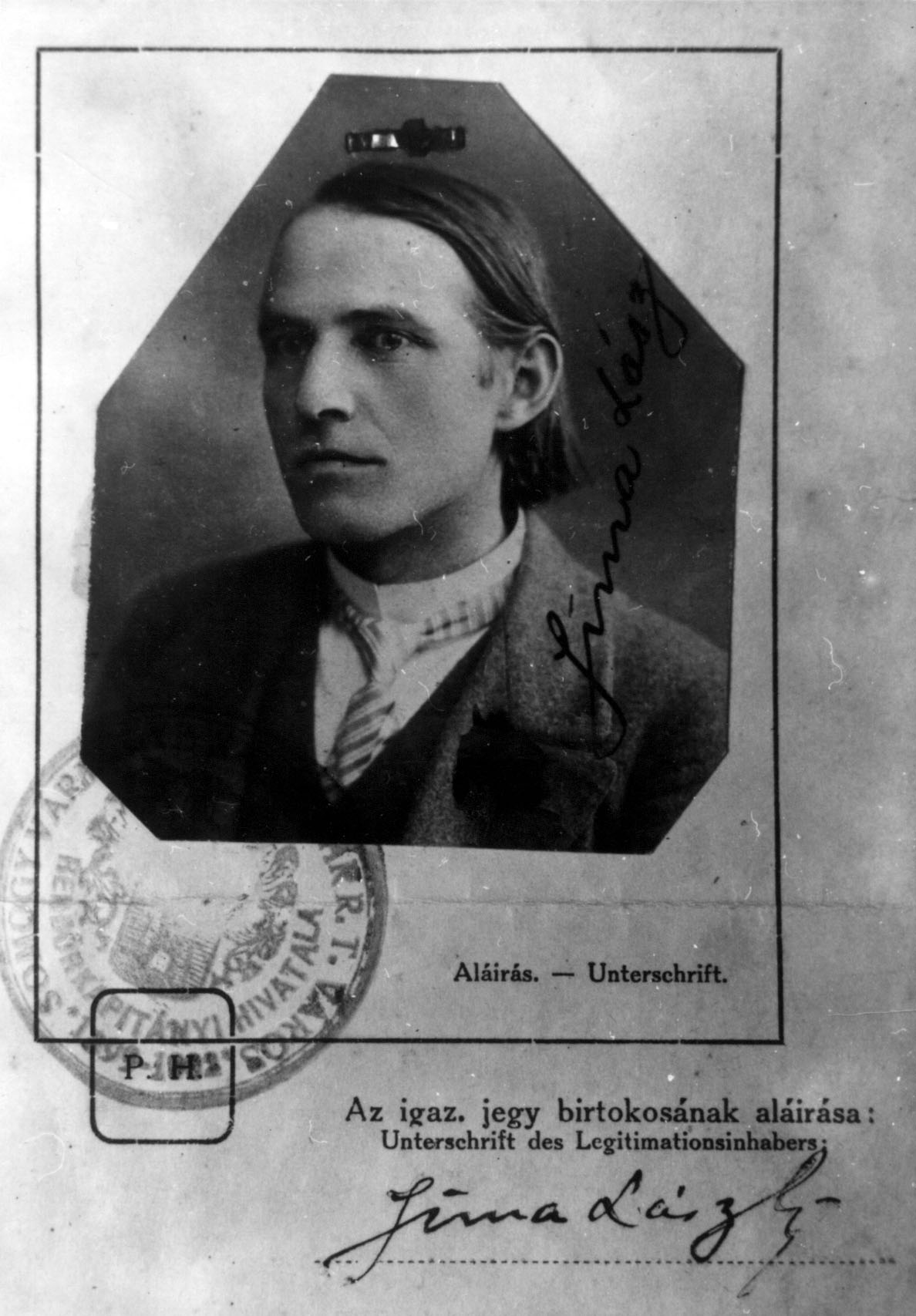
Sima László (1884–1952) igazoló jegye
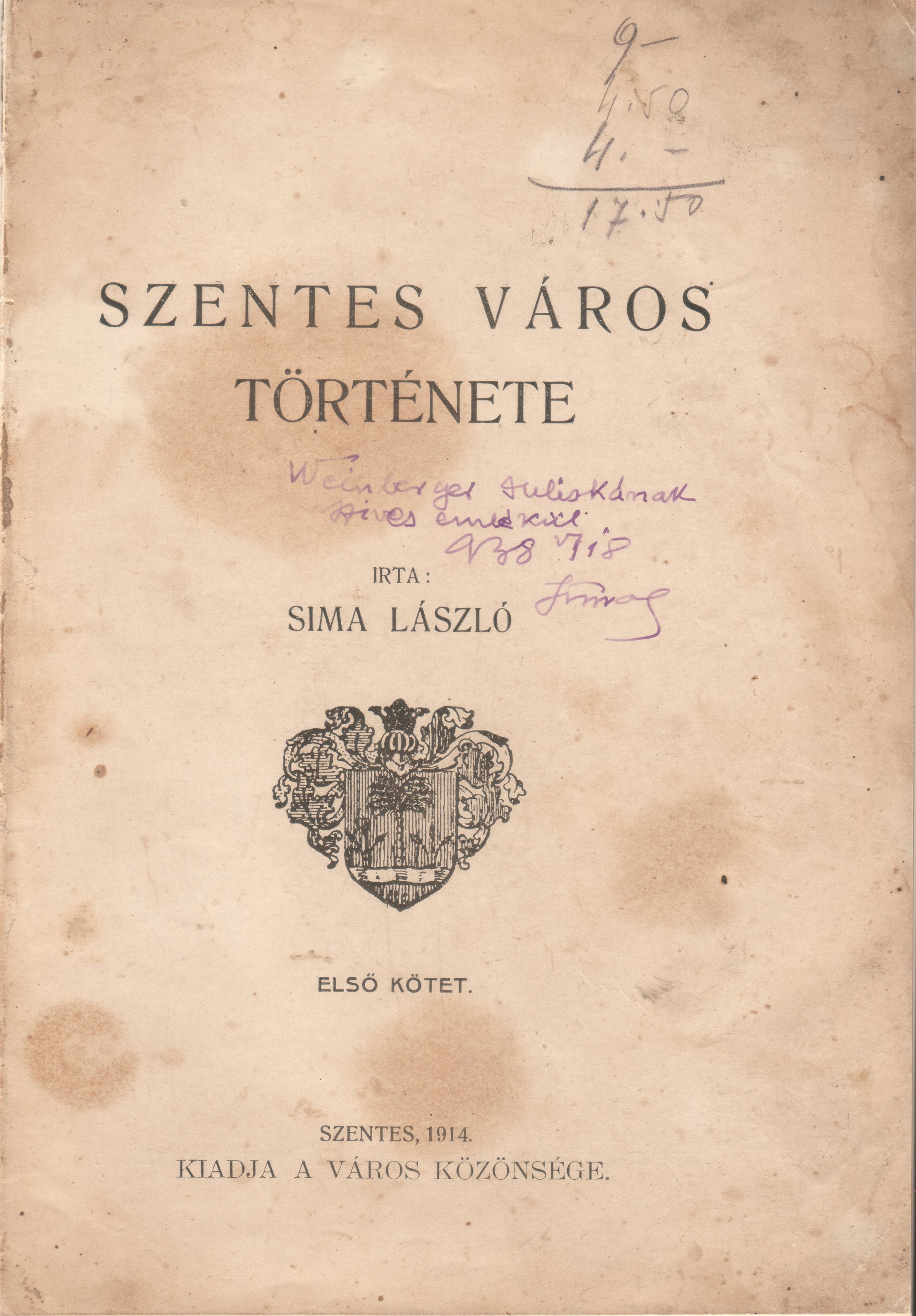
Sima László könyvének címoldala
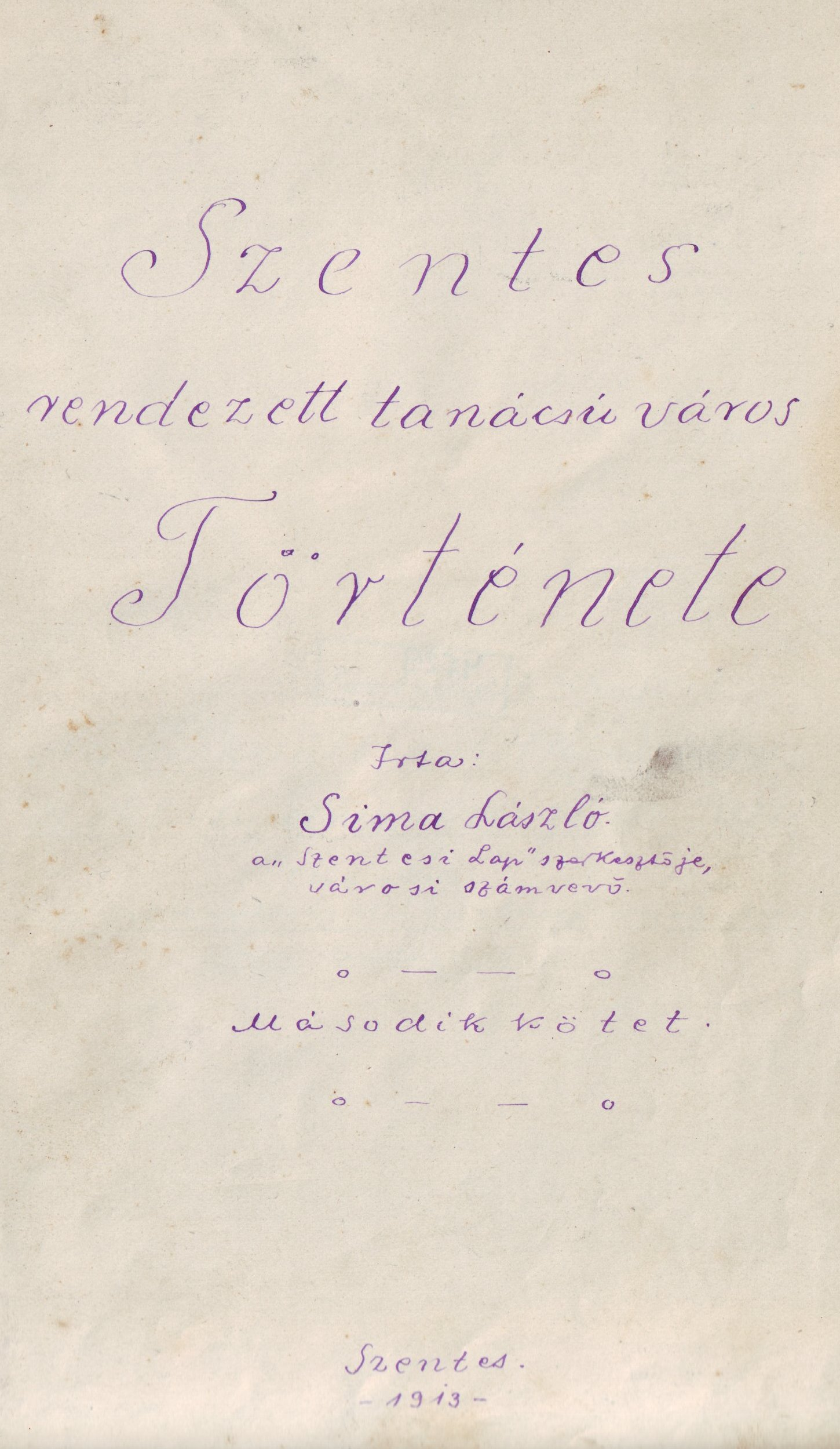
Sima László könyvének kézirata
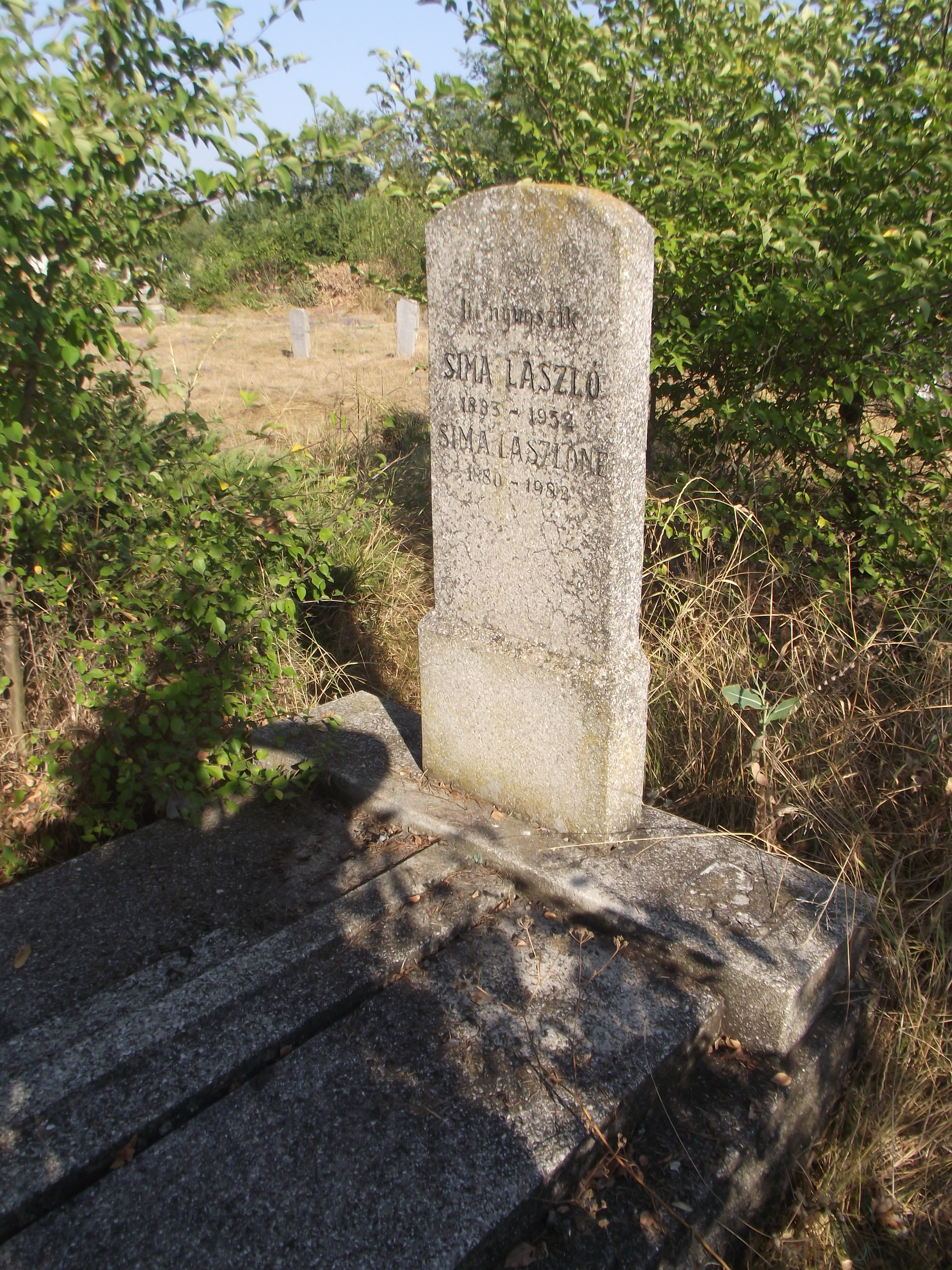
Sima László sírja Szentesen a hékédi református temetőben